# Sisto Gara della Rovere
Sisto Gara della Rovere, também conhecido como Sisto Franciotti della Rovere, (1473-1517) foi um bispo e cardeal católico romano.
Sisto Gara della Rovere nasceu em Savona em 1473; filho de Gabriele Gara e Luchina Della Rovere, membro da Casa de Della Rovere.  Era sobrinho do Papa Júlio II e sobrinho-neto do Papa Sisto IV ; era meio-irmão do cardeal Galeotto Franciotti della Rovere .
O Papa Júlio II fez dele um cardeal-presbítero no consistório de 11 de setembro de 1507,  recebendo o chapéu vermelho e o título presbiterial de San Pietro in Vincoli, no mesmo dia.  Também se tornou Vice-Chanceler da Santa Igreja Romana nesta época, sustentando esse cargo pelo resto de sua vida. 
No mesmo dia, que se tornou cardeal, foi nomeado administrador apostólico da Sé de Lucca,  só renunciando a este posto cinco dias antes da sua morte. De 11 de setembro de 1507 até 11 de junho de 1509, foi administrador da Sé de Vicenza.  Sendo também administrador da sé metropolitana de Benevento de 11 de setembro de 1508 até 6 de março de 1514.  Em 1508, tornou-se Prior em Roma da Ordem Soberana e Militar de Malta. 
Foi eleito bispo de Pádua em 11 de junho de 1509, e, posteriormente, ocupou esta Sé até sua morte.  Foi consagrado como bispo pelo cardeal Leonardo Grosso della Rovere em Roma, em 25 de novembro de 1509. 
Ele também foi administrador da Sé de Saluzzo de 27 de setembro de 1512 a 22 de março de 1516, embora preenchesse este cargo por meio de um vigário-geral, Antonio Vacca.
Participou do Quinto Concílio de Latrão e do conclave papal de 1513 que elegeu o Papa Leão X. 
Faleceu em Roma, em 8 de março de 1517,  sendo enterrado em San Pietro in Vincoli. 